# Sanur (Bali)
 For alternative betydninger, se Sanur. (Se også artikler, som begynder med Sanur)
Sanur (indonesisk:Pantai Sanur) er en kyststrækning ved byen Denpasar på det sydøstlige Bali, omkring en halv times kørsel fra Ngurah Rai International Airport, der er vokset til en lille by.
Den nordlige del af Sanur-stranden blev brugt som landgangssted af hollandske invasionsstyrker under den hollandske indgriben i Bali i 1906.
Under 2. Verdenskrig var Sanur igen landgangssted for de japanske styrker der skulle besætte Bali.
I dag rummer Sanur flere resorts såsom the Medina og Bali Hyatt og er et populær turistmål.

## Galleri
- Traditionelle fiskerbåde på Sanur-stranden.
- Sanur-stranden.

8°41′S 115°16′Ø / 8.68°S 115.27°Ø